# Cocora (település)
Cocora község és falu Ialomița megyében, Munténiában, Romániában.

## Fekvése
A megye északi részén található, Buzău megye határán, a megyeszékhelytől, Sloboziatól, negyvenöt kilométerre északnyugatra.

## Története
A község 1891. április 1-jén jött létre, miután Cocora kivált Reviga községből.
A 19. század végén Ialomița megye Ialomița-Balta járásához tartozott és csupán a községközpontból állt, összesen 1230 lakossal. A község területén ekkor egy templom és egy iskola működött.
1925-ös évkönyv szerint Cocora községe Căzănești járás része volt, 2013 lakossal.
1950-ben a Ialomițai régió Urziceni rajonjának volt a része, majd 1952-ben a Bukaresti régió Slobozia-i rajonjához csatolták. 1968-ban ismét Ialomița megye része lett, ekkor csatolták a községhez Colelia falut, a megszüntetett Colelia községből.
2005-ben Colelia ismét önálló községi rangot kapott.

## Lakossága
| Nemzetiségek | 2002 * | 2002 * |
| ------------ | ------ | ------ |
| Románok      | 3698   | 98,24% |
| Romák        | 66     | 1,75%  |
| Összesen     | 3764   | 100,0% |

* Colelia település lakosságával együtt.